# Kathedrale von Senigallia

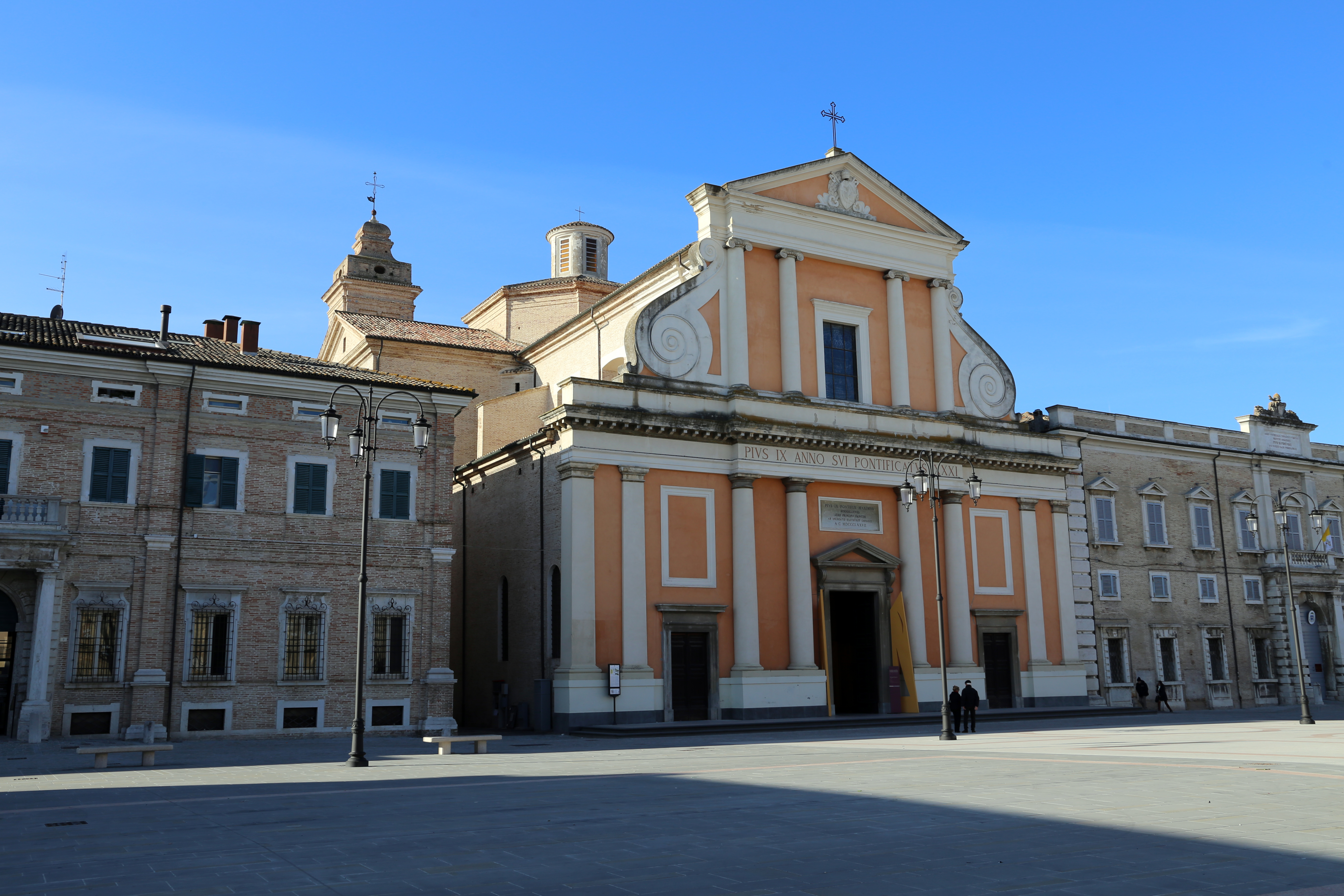
Kathedrale von Senigallia

Die Kathedrale von Senigallia oder die Kathedrale Apostel St. Petrus (italienisch Cattedrale di San Pietro apostolo) ist die Kathedrale von Senigallia und des gleichnamigen Bistums in der italienischen Region Marken. Die Kirche vom Ende des 18. Jahrhunderts ist dem Apostel Petrus geweiht und trägt den Titel einer Basilika minor.

## Geschichte
Die heutige Kathedrale, die fünfte Bischofskirche des Bistums, wurde nach Plänen des Architekten Paolo Posi auf einer bereits existierenden Jesuitenkirche gebaut. Nach dem Bau zwischen 1762 und 1790 erfolgte die Kirchweihe am 4. Juli des Jahres. 1838 wurde die Kapelle Maria der Hoffnung fertiggestellt. Die Fassade  stammt aus der zweiten Hälfte des 19. Jahrhunderts und wurde von Papst Pius IX., ursprünglich aus Senigallia, nach einem Entwurf von Augusto Innocenti in Auftrag gegeben und finanziert. Nach mehreren Erdbeben musste die Kirche mehrfach instand gesetzt werden, so nach denen von 1836 und 1930. Nach Renovierungen im Jahr 1931 mit neuen Fresken unter anderem von Giovanni Marchini erhob Papst Pius XI. die Kathedrale 1932 zu einer Basilica minor. Nach dem letzten schweren Erdbeben von 1997 blieb die Kathedrale für fünf Jahre geschlossen.

## Architektur
Die dreischiffige Basilika hat einen kreuzförmigen Grundriss, über dem sich die Vierungskuppel erhebt. Die vom Architekten Giuseppe Ferroni entworfene elliptische Kapelle Maria der Hoffnung ist von acht Säulen mit korinthischen Kapitellen aus sizilianischem Jaspis und mit Sockeln aus gelbem Marmor umgeben, während im Inneren die Madonna der Hoffnung präsentiert wird, eine Kopie oder Restaurierung einer Leinwand aus dem Jahr 1578 von Ercole Ramazzani. Die Fassade im klassizistischen Stil ist in zwei übereinander liegende Etagen gegliedert, in dorischer Ordnung ist die untere, in ionischer Ordnung ist die oberen Etage gestaltet.

## Ausstattung
Die bedeutende Kirchenausstattung umfasst unter anderem Werke des italienischen Manierismus von Federico Barocci (Rast auf der Flucht nach Ägypten), Ercole Ramazzani (Madonna der Hoffnung), Domenico Corvi (St. Paulinus und St. Maria Magdalena) und Alessandro Tiarini (Himmelfahrt). Im Hauptschiff befindet sich eine große Bronzestatue von Pius IX.
In der Sakristei steht ein Sarkophag aus dem 6. Jahrhundert, der als Sarkophag des hl. Gaudentius bekannt ist; an den Ecken seines Deckels sind die Symbole der Evangelisten dargestellt. Bischof Sigismondo soll dort ab 590 die Reliquien des heiligen Gaudentius aufbewahrt haben, die später, 1520 gestohlen und nach Ostra gebracht wurden.
Auf der rechten Seite des Altarraums steht die Orgel. Das Werk von Carlo Vegezzi Bossi aus dem Jahre 1906 besitzt zwei Manuale und 20 Register.